# William Eccles (físico)
William Henry Eccles (23 de agosto de 1875 - 29 de abril de 1966) fue un físico británico, pionero en el desarrollo de la comunicación por radio. Miembro de la Royal Society, colaboró con el inventor italiano Guglielmo Marconi. Con F. W. Jordan patentó el primer circuito eléctrico biestable, precedente inmediato de la tecnología utilizada en los primeros ordenadores electrónicos.

## Semblanza
Eccles nació en 1875 en Barrow-in-Furness, Lancashire, Inglaterra. Después de graduarse en el Real Colegio de Ciencias de Londres en 1898, se convirtió en asistente de Guglielmo Marconi, el empresario de radio italiano. En 1901 recibió su doctorado en el Real Colegio de Ciencias.
Defendió la teoría de Oliver Heaviside, quien propuso que una capa conductora de la atmósfera superior podría reflejar las ondas de radio alrededor de la curvatura de la Tierra, lo que permitiría su transmisión a largas distancias. Originalmente conocida como la capa Kennelly-Heaviside, esta región de la atmósfera de la Tierra pasó a conocerse como ionosfera. En 1912, Eccles sugirió que la irradiación solar era responsable de las diferencias observadas en la propagación de las ondas de radio durante el día y la noche. Realizó experimentos sobre las perturbaciones atmosféricas de las ondas de radio y utilizó detectores de ondas y amplificadores en su trabajo. Acuñó el término diodo para describir un tubo de vidrio en el que se había hecho el vacío que contenía dos electrodos: un ánodo y un cátodo.
Después de la Primera Guerra Mundial, el principal interés de Eccles fue el desarrollo de circuitos electrónicos. En 1918 trabajó en colaboración con F. W. Jordan para patentar el circuito flip-flop (biestable), que se convirtió en la base de la memoria electrónica de las computadoras. En 1919 se convirtió en vicepresidente del Comité Imperial de Radio. Intervino en el diseño de la primera estación de radio de onda larga y participó en el trabajo inicial de la British Broadcasting Company (más tarde BBC) después de su creación en 1922.
Miembro de la Royal Society, también presidió la Sociedad Física de Londres de 1928 a 1930, la Institución de Ingenieros Eléctricos (IEE) en 1926, y la Sociedad de Radio de Gran Bretaña (RSGB) en 1923-24.
Murió en Oxford en 1966, a los 90 años de edad.